# Kerr-McGee
A  Kerr-McGee é uma empresa petrolífera dos EUA. Foi adquirida em 2006 pela Anadarko Petroleum Corporation.